# Die drei guten Ratschläge
Die drei guten Ratschläge ist ein Volksmärchen (ATU 910 A). Der Titel stammt von einer 1922 durch Klara Stroebe erfolgten Übersetzung eines dänischen Märchens von Svend Grundtvig. Eine norwegische Variante des Märchens aus einer Sammlung der Universität Oslo wurde 1910 von Knut Liestøl aufgezeichnet und trägt im Deutschen den Titel Die drei Ratschläge. Eine weitere Variante aus Lettland, die zwischen 1925 und 1937 von Prof. P. Šmits nach Ansis Lerhis-Puškaitis und anderen Quellen veröffentlicht wurde, erhielt den deutschen Titel Die Ratschläge des Vaters. Die ukrainische Variante von P. P. Čubinskij wurde schon vor 1878 aufgezeichnet und ebenfalls mit Die drei Ratschläge übersetzt.

## Handlung
Dänische Variante
Vor seinem Tod gibt ein Vater seinem Sohn drei Ratschläge: Er solle seine Freunde nicht zu oft besuchen, beim Verkaufen niemals zu viel dafür verlangen und seine Braut nicht von weit her holen. Nach dem Tod des Vaters besucht er erst so oft Verwandte, bis diese ihn zu meiden beginnen und er von deren Dienerschaft nur noch ein trockenes Brot und drei gesalzene Heringe bekommt, die er sich auf den Speicher hängt. Danach will er seinen Hengst verkaufen, bekommt auf dem Weg zum Markt Angebote für diesen, lehnt aber ab, da er sich erst nach den Preisen auf dem Markt erkundigen will, wo den Hengst dann aber keiner kauft. Als das Tier am nächsten Morgen stirbt, zieht er ihm das Fell ab und hängt es ebenfalls auf den Speicher. Nach einiger Zeit sucht er sich dann in der Ferne ein Mädchen und vereinbart eine Hochzeit.
Noch vor der Hochzeit, kehrt er aber, als Bettler verkleidet, zu dem Mädchen zurück und bittet dessen Vater um ein Nachtlager. Da bemerkt er das derbe Mundwerk seiner Liebsten und wie sie mit dem Knecht zu Bett geht, also nimmt er das Hemd des Mädchens, geht und hängt es neben die anderen Sachen auf seinen Speicher. Als das Mädchen und dessen Familie ihn dann besuchen kommen, kommt bei der Hausbesichtigung die Frage auf, was es denn mit den drei Dingen auf dem Speicher auf sich hat. Da erzählt er von den drei Ratschlägen seines Vaters und wie er zu den drei Dingen gekommen war. Zum Schluss meint er dann, dass er das Mädchen nicht mehr haben wolle.

## Varianten
In einer norwegischen Variante lautet der zweite Ratschlag niemals die Zügel des Pferdes aus der Hand zu geben, woraufhin der Sohn sein Pferd an verschiedene Nachbarn verleiht, bis er nur noch die Haut zurückbekommt. In einer lettischen Variante heißt es, dass der Sohn auf dem Markt keine Pferde tauschen solle, was er dennoch tut und sich dadurch einen Klepper eintauscht, dem er die Haut abzieht. Zudem entpuppt sich seine zukünftige Braut nicht als treulos aber als faul, woraufhin er sich ihre ungenutzte Schürze mitnimmt. In beiden Varianten schämt sich das Mädchen am Ende der Geschichte und läuft davon. Grundtvigs dänische Variante enthält noch eine zweite Geschichte als Anhang, in der die neue Frau des Sohnes, die diesmal aus der Nähe kommt, lernen muss, sich zu beeilen, wodurch das Paar letztendlich mit einer großen Menge Geld belohnt wird. Eine etwas abweichende ukrainische Variante nennt als Ratschläge sich nie mit einem Herrn zu verbrüdern, der Frau nie die Wahrheit zu sagen und nie ein fremdes Kind aufzuziehen.

## Hintergrund
Die eigentliche Geschichte von den drei Ratschlägen ist uralt und existiert in ähnlicher Form auch in dem mittelalterlich-lateinischen Roman Ruodlieb. Die dänische Variante stammt aus Grundtvig, III, Nr. 21, S. 39 und aus der Gegend von Flensburg, genauer aus St. Holt in Nordschleswig, wo sie 1856 von H. F. Feilberg nach E. Hagerup aufgezeichnet wurde.  Die norwegische Variante des Märchens aus der Sammlung Norsk folkeminnesamling ved Institut for folkeminnevitskap, Universitetet i Oslo (zu Dt. Norwegische Sammlung von Volksüberlieferungen beim Institut für Volkstraditionswissenschaften, Universität Oslo) wurde 1910 von Knut Liestøl nach Marit Ljosland in Åseral aufgezeichnet. Eine lettische Variante aus dem 10. Band des Werks Latviešu pasakas un teikas, Pēc Anša Lerha-Puškaiša un citiem avotiem sakopojis un redigējis prof. P. Šmiths (zu Dt. Lettische Märchen und Sagen, Nach Ansis Lerhis-Puškaitis und anderen Quellen zusammengestellt und redigiert von Prof. P. Šmiths, veröffentlicht zwischen 1925 und 1937 in Riga), wurde von Ansis Lerhis-Puškaitis in Džūkste, Kreis Jelgava aufgezeichnet. Das Werk bietet 13 Varianten des Märchens. Ein weiteres lettisches Werk namens Alma Medne, Latviešu dzīvnieku pasakas (zu Dt. Lettische Tiermärchen, veröffentlicht 1940 in Riga) beinhaltet 46 Varianten des Märchens. In Lettische Volksmärchen von Ojārs Ambainis heißt es, dass in fast allen Genres der lettischen Folklore das Thema der weisen Eltern stark vertreten ist, wobei besonders Märchen mit dem Ratschläge erteilenden Vater beliebt seien. Die genannte Variante, die sich am Alltagsleben orientiert, stelle eine der ältesten Aufzeichnungen dieses Typs dar.
Eine ukrainische Variante wurde in P. P. Čubinskijs Werk Trudy ėtnografičesko-statističeskoj ėkspedicii v Zapadno-russkij kraj, snarjažennoj imperatorskim Russkim geografičeskim obščestvom, Jugozapadnyj otdel. Materialy i izsledovanija sobrannyja P. P. Čubinskij. Tom vtoroj, izdannyj pod nabljudeniem P. A. Gil´tebrandta (zu Dt. Arbeiten der ethnographisch-statistischen Expedition in das westrussische Land, südwestliche Abteilung. Materialien und Forschungen gesammelt von P. P. Čubinskij. Band 2), das 1878 in Petersburg veröffentlicht wurde, auf den Seiten 530–532, unter dem Titel Ein Märchen darüber, daß man weder der Frau die Wahrheit sagen, noch sich mit einem Herrn verbrüdern, noch ein fremdes Kind als sein eigenes aufnehmen soll, veröffentlicht. Diese Variante wurde vor 1878 im Dorf Kirilovka, Kreis Kanev im Gouvernement Kiew aufgezeichnet.